# Cratichneumon tibialis
Cratichneumon tibialis là một loài tò vò trong họ Ichneumonidae.